# Erfgoededucatie
Erfgoededucatie is doelbewust leren over en door middel van materieel en immaterieel erfgoed via gerichte instructie, zowel binnen- als buitenschools. Daarbij doen leerlingen aan de hand van sporen uit het verleden kennis en vaardigheden op en ontwikkelen zij inlevingsvermogen en persoonlijk, cultureel en historisch bewustzijn. 

## Situering

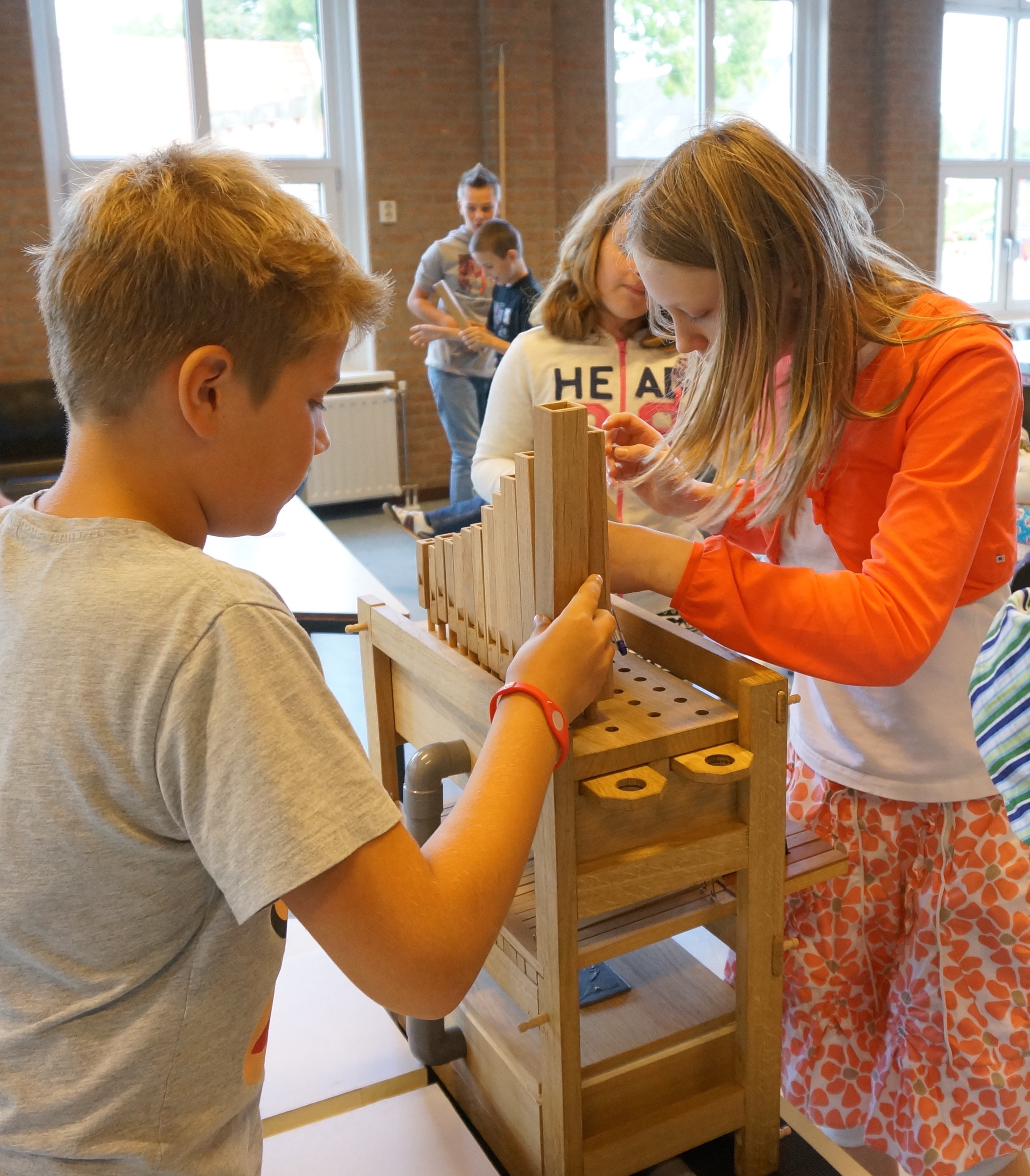
Kinderen maken via het project orgelkids kennis met een pijporgel

Leerlingen, studenten of anderen worden geconfronteerd met authentiek materiaal of situaties die verwijzen naar sporen in het heden uit het verleden die via kennis ter zake een erfgoedervaring kunnen oproepen. Op deze manier draagt erfgoededucatie bij tot een groeiend historisch besef en tot een leren waarderen van wat waardevol is.
Onder erfgoed verstaat men alle materiële en immateriële uitingen en sporen van menselijke handelingen uit het verleden en het heden, waaraan men als individu of als samenleving in het heden bewust of onbewust een waarde hechten en die wij bewaren voor de toekomst.
- Tot het materiële erfgoed rekent men: tastbaar aanwezige voorwerpen in musea, archeologische vondsten, documenten in archieven, monumenten, in onbruik geraakte militaire en industriële gebouwen en landschappen.
- Tot het immateriële erfgoed rekent men: taal, verhalen, muziek, volksdansen en plaatselijke gebruiken.

## Erfgoededucatie in Vlaanderen
Uit onderzoek in Vlaanderen komt de noodzaak naar voor van samenwerking tussen de erfgoedsector en het onderwijs.
Zo kan men bij leerlingen aan de hand van concrete thema's komen tot een historisch besef en respect voor de omgeving. Belangrijk daarbij is dat verschillende erfgoeddomeinen (cultureel erfgoed, industrieel erfgoed, militair erfgoed) in hun alledaags jasje gezien worden met de nadruk op lokaal erfgoed dat beter kan zorgen voor binding met de actualiteit en mogelijk meer aansluit op de leefwereld van de leerlingen. 

## Opleiding
De Reinwardt Academie te Amsterdam verzorgt in Nederland een HBO bacheloropleiding cultureel erfgoed en een Engelstalige masteropleiding museologie. 